# Bergmann (Baumaschinenhersteller)
Die Bergmann Maschinenbau GmbH & Co. KG mit Stammsitz in Meppen ist ein Hersteller von Baumaschinen, insbesondere von Vorder- und Muldenkippern bis 25 Tonnen Nutzlast.

## Geschichte
Hermann Bergmann gründete 1960 einen Reparaturbetrieb für Land- und Baumaschinen. Er entwickelte einen Hecklader für Schlepper und baute 1962 seinen ersten Muldenkipper.
2011 begann der Bau von neuen Produktionshallen mit einer Gesamtfläche von 3500 m2. 2015 wurde ein neues Kundenservicecenter eingeweiht. 2016 stellte Bergman mit dem Minidumper 1005 E sein erstes Modell mit Elektroantrieb vor. Im Mai 2019 lieferte das Unternehmen sein 5000. Fahrzeug aus, einen Dreiseitenkipper des Typs 3012.

## Produkte

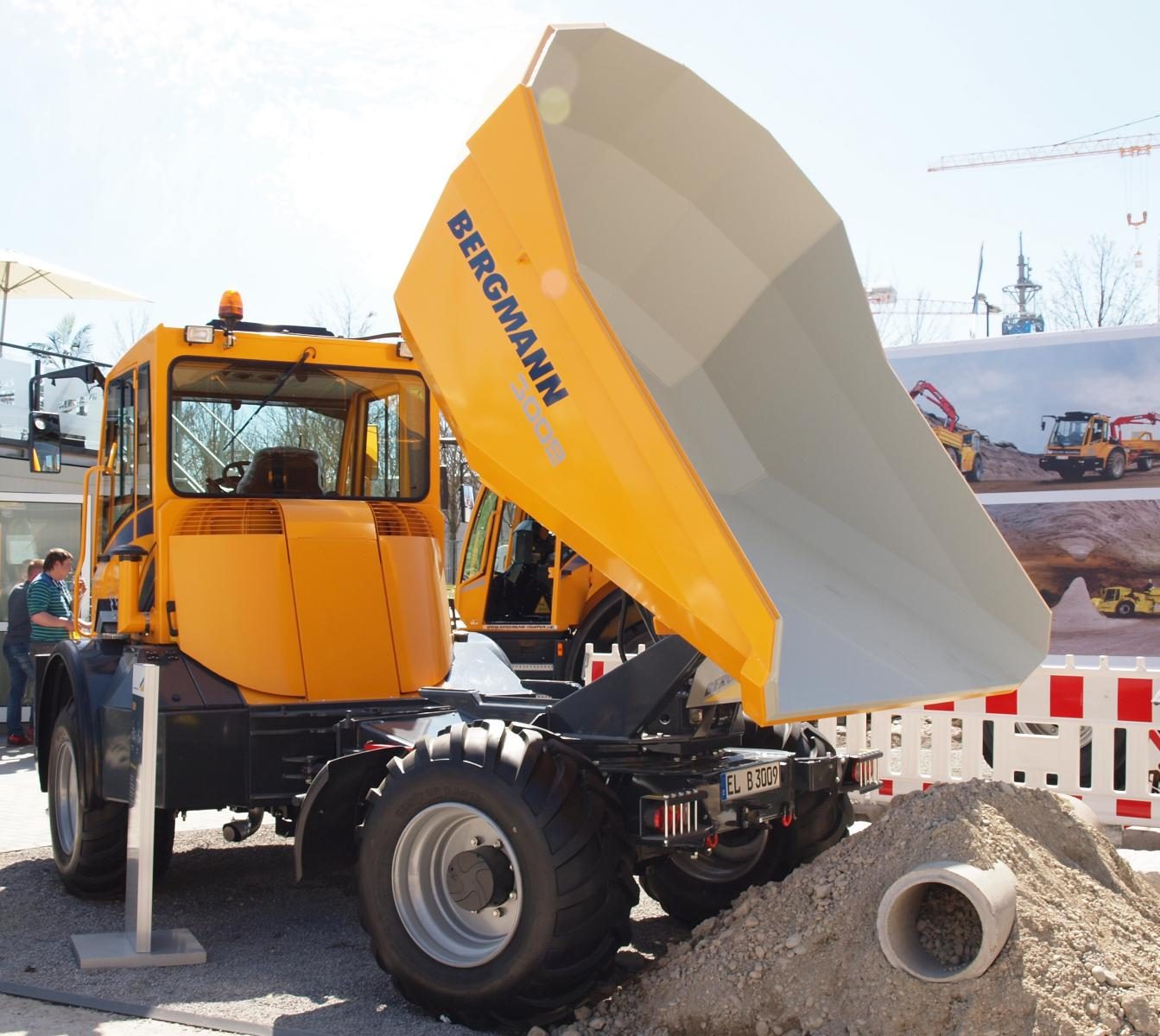
Bergmann Dumper 3009

Stand Juli 2019 stellt Bergmann folgende Modellreihen von Baufahrzeugen her:
- Serie 1000: Kompakt- und Minidumper bis 2 t Nutzlast
- Serie 2000: Raddumper für 3–9 t Nutzlast
- Serie 3000: Raddumper für 12 t Nutzlast
- Serie 4000: Ketten-Dumper für 10 t Nutzlast
- Serie 5000: Raddumper für 25 t Nutzlast

## Auszeichnungen
- Förderpreis des Verbands der Baubranche, Umwelt- und Maschinentechnik e.V. in der Kategorie „Entwicklungen aus der Industrie“ für das Maschinensteuersystem DynControl (2019)[3]